# サウサリート (哨戒フリゲート)
|          | |
| 艦歴     | |
| 発注     | |
| 起工     | 1943年4月7日 |
| 進水     | 1943年7月20日                                                                                                   |
| 就役     | 1944年3月4日 |
| 退役     | 1952年6月9日 |
| その後   | 1952年9月4日に大韓民国に貸与 1973年に廃棄                                                                       |
| 除籍     | 1972年9月1日 |
| 性能諸元 | |
| 排水量   | 1,264トン |
| 全長     | 303 ft 11 in (92.6 m)                                                                                           |
| 全幅     | 37 ft 6 in (11.4 m)                                                                                             |
| 吃水     | 13 ft 8 in (4.1 m)                                                                                              |
| 機関     | ボイラー3基 5,500軸馬力 タービン2基 2軸推進                                                                     |
| 最大速力 | 20ノット (37 km/h)                                                                                              |
| 航続距離 | |
| 乗員     | 190名 |
| 兵装     | 3インチ50口径対空砲3門 40mm機関砲 4門 20mm機関砲 9門 ヘッジホッグ 1基 対潜爆雷投射機（Y砲）8基 爆雷投下軌条 2条 |

サウサリート (USS Sausalito, PF-4) は、アメリカ海軍の哨戒フリゲート。タコマ級フリゲートの1隻。艦名はカリフォルニア州サウサリートに因む。

## 艦歴
サウサリートは海事委任契約の下1943年4月7日にカリフォルニア州リッチモンドのカイザー・カーゴ社で PG-112 （砲艦）として起工する。1943年4月15日に PF-4 （哨戒フリゲート）へ艦種変更され、1943年7月20日にリチャード・シェラー夫人によって進水し、1944年3月4日に艦長エドワード・A・イブ沿岸警備隊中佐の指揮下就役した。
整調後サウサリートは1944年10月5日にアラスカ州のエイダックに到着、アラスカン・シー・フロンティアで船団護衛任務に従事する。サウサリートは1945年6月5日までこれらの任務に従事し、その後ワシントン州シアトルでのオーバーホールに向かった。8月16日、サウサリートはコールド・ベイで退役し、レンドリース法に基づきソ連海軍に貸与された。ソ連では「護衛艦」を意味する「EK」の略号を付与され、EK-13 の名で就役した。
サウサリートは1949年11月1日にアメリカ海軍に返還され、日本で予備役のまま保管された。朝鮮戦争が勃発すると護衛艦艇の必要が生じ、サウサリートは1950年9月15日に横須賀で、艦長フランシス・W・デイリー少佐の指揮下再就役した。11月26日、横須賀を出航し北朝鮮の興南に向かう。同地では1950年12月24日まで港湾管制任務を担当し、掃海水域での船団護衛や入港する船に対する護衛、敵の小型船や機雷を警戒して湾入り口を巡視するなどした。また、必要に応じて艦砲射撃も行った。
1951年2月から5月までのサウサリートの任務の中には艦砲射撃を行う戦艦ミズーリ (USS Missouri, BB-63) の護衛や、封鎖海域の巡視、元山から清津にかけての北朝鮮東部沿岸に対する艦砲射撃、元山での港湾管制が含まれ、その任務は佐世保および横須賀で定期的に行われる維持作業で中断された。6月から8月の期間、サウサリートは韓国沿岸で補給部隊の護衛を行った。
横須賀でのドック作業および維持補修後、サウサリートは10月にフィリピンに向けて出航した。11月後半から12月前半にかけてカロリン諸島において違法漁船の巡視を行い1隻を拿捕した。スービック湾でのクリスマスの後、サウサリートはサイゴン、バンコク、シンガポール、ペナンに対する親善訪問を行った。2月には韓国水域に戻り、護衛および巡視任務を再開し、5月31日に横須賀に帰還した。1952年6月9日にサウサリートは退役し、9月4日に韓国海軍に貸与され、臨津江（イムジンガン、ROK Imjingang, PF-66）の艦名で就役した。臨津江は1951年5月21日に衝突事故によって修復不能となった 鴨綠江 （元ロックフォード）に代わって任務に就いた。
サウサリートは朝鮮戦争の戦功で6個の従軍星章を受章した。